# Louvigny (Pyrénées-Atlantiques)
Louvigny ist eine französische Gemeinde mit 136 Einwohnern (Stand 1. Januar 2022) im Département Pyrénées-Atlantiques in der Region Nouvelle-Aquitaine (vor 2016: Aquitanien). Die Gemeinde gehört zum Arrondissement Pau und zum Kanton Artix et Pays de Soubestre (bis 2015 Kanton Arzacq-Arraziguet).
Der Name in der gascognischen Sprache lautet Lobinhèr. Die Bewohner werden Louvignyais und Louvignyaises genannt.

## Geographie
Louvigny liegt ca. 30 km nördlich von Pau in der historischen Provinz Béarn am nördlichen Rand des Départements.
Umgeben wird Louvigny von den Nachbargemeinden:
|       | Arzacq-Arraziguet                           | Vignes |
| Garos | Kompassrose, die auf Nachbargemeinden zeigt | Mialos |
|       | Fichous-Riumayou                            |        |

Louvigny liegt im Einzugsgebiet des Flusses Adour. Der Luy de France bewässert mit seinen Nebenflüssen, dem Riumayou und der Rance, das Gemeindegebiet.

## Geschichte
Ab dem neunten Jahrhundert konnten sich einzelne Grundherrschaften aus dem Herzogtum Gascogne herauslösen, darunter auch die von Louvigny im 10. Jahrhundert. Einer der ersten Grundherren, Loup-Garcia, gab vermutlich Louvigny seinen Namen. Er war berühmt für seine Teilnahme an der Gründung der mächtigen Abtei von Larreule in der Nähe von Louvigny gegen 995. Die Vicomté von Louvigny, die nicht weniger als elf Pfarrgemeinden umfasste, wurde 1554 zur Grafschaft erhoben. Durch die Heirat von Diane d’Andoins ging der Besitz an die Familie Gramont über, die ihn bis zur Französischen Revolution behielt. Während der Hugenottenkriege bot die Pfarrkirche von Louvigny eine Zuflucht für das Domkapitel von Lescar, nachdem der Protestantismus im Béarn von Jeanne d’Albret, Königin von Navarra, eingeführt worden war.
Toponyme und Erwähnungen von Louvigny waren:
- Vicecomitatus Lupiniacensis (gegen 984, Kopialbuch der Abtei von Larreule),
- Lobinhom (1272, Recognitiones feodorum Nr. 75, historisches Archiv der Gironde),
- Castrum de Lovinherio (1307, rôles gascons),
- La baronie de Lobinher (1443, Verträge von Carresse, Blatt 247),
- Lobinhe (1513, Notare von Garos),
- Louvignher (1552, Urkunden von Escout),
- La compté de Lovignier (1675, Manuskriptsammlung des 16. bis 18. Jahrhunderts) und
- Louvigny (1750, Karte von Cassini).[5][6]

### Einwohnerentwicklung
Nach einem Höchststand der Einwohnerzahl in der Mitte des 19. Jahrhunderts von rund 420 reduzierte sich die Zahl bei kurzen Erholungsphasen bis zu den 1980er Jahren auf ein Niveau von rund 130 Einwohnern, welches bis heute gehalten wird.
| Jahr      | 1962 | 1968 | 1975 | 1982 | 1990 | 1999 | 2006 | 2009 | 2022 |
| --------- | ---- | ---- | ---- | ---- | ---- | ---- | ---- | ---- | ---- |
| Einwohner | 181  | 167  | 146  | 130  | 137  | 112  | 116  | 121  | 136  |

## Sehenswürdigkeiten
- Pfarrkirche, geweiht Martin von Tours. Sie wurde 1955 als Ersatz und mit dem Namen und teilweise nach Plänen der ehemaligen Pfarrkirche errichtet, die 1952 in der Nähe des Friedhofs im Viertel lou Castet zerfallen und später abgerissen wurde. Das einschiffige Langhaus wird von einem seitlichen Eingangsvorbau an der Südseite flankiert, der sich mit dem Langbau das mit Schiefer gedeckte Satteldach teilt. Ein Glockengiebel mit einer Maueröffnung für die Glocke schließt das Gebäude ab. Er wird von einem Strebewerk gehalten und besitzt ein lateinisches Kreuz auf seiner Spitze.[9][10] Die Kirche birgt im Innern ein Gemälde mit der Darstellung des heiligen Marin als Bischof.[11] Eine Gedenktafel wurde nach der Einweihung der Kirche im Jahre 1955 angebracht mit den Namen des Pfarrers, des Bürgermeisters, des Architekten, des Bauunternehmers und des Steinmetzes, die zum Bau der neuen Kirche beigetragen hatten.[12]

- Motte von Louvigny. Im Viertel lou Castet befindet sich ein künstlicher Erdhügel aus dem 12. oder 13. Jahrhundert, der der Standort der Burg der Grundherrenfamilie von Louvigny sein könnte. Später übernahm der Herzog von Aquitanien die Burg zeitweise zur Verteidigung seiner Landesgrenzen. Spuren der acht Meter hohen Befestigungsanlage sind noch vorhanden, wie z. B. Mauerreste, die heute noch über zwei Meter hoch sind. Die ehemaligen, heute zugeschüttete Gräben besaßen eine Tiefe von mehr als 30 Metern. Der Zeitpunkt der Zerstörung und Aufgabe der Burg ist nicht bekannt, sie diente in der Folge als Steinbruch für Häuser im Zentrum der Gemeinde. Eine weitere Motte, unweit entfernt und La Tourette genannt, ist vermutlich älteren Datums als das 10. Jahrhundert und somit auf Veranlassung des Grundherren von Louvigny errichtet worden. Die ehemalige Pfarrkirche, könnte auch in diesem Komplex enthalten gewesen sein.[4]

## Wirtschaft und Infrastruktur
Die Landwirtschaft, insbesondere der Anbau von Mais, spielt traditionell eine wichtige Rolle in der Wirtschaft der Gemeinde.

Logo des Jakobswegs

### Sport und Freizeit
Der Fernwanderweg „GR 65“ von Genf nach Roncesvalles führt durch das Gemeindegebiet. Er folgt ab Le Puy-en-Velay der Via Podiensis, einem der vier historischen Wege der Jakobspilger in Frankreich.

### Verkehr
Louvigny wird durchquert von den Routes départementales 32, 270 und 946, der ehemaligen Route nationale 646.